# Adam Schatz
Adam Schatz, född 31 januari 1974, är en svensk civilekonom och företagsledare.
Schatz tillträdde som verkställande direktör och koncernchef för BHG Group den 20 februari 2020, efter att tidigare ha varit finanschef. Han anställdes som finanschef för Bygghemma Group i april 2019, efter att ha varit vice VD och finanschef för Axiell Group. Dessförinnan hade han bland annat haft ledande positioner på Baxter och Gambro.
Schatz har en MBA från Handelshögskolan i Stockholm och en fil.kand. i filosofi från Lunds universitet.